# 기가팩토리 상하이
기가팩토리 상하이(영어: Gigafactory Shanghai, 중국어: 特斯拉上海超级工厂, 직역: Tesla Shanghai Super Factory)는 테슬라에서 운영하는 중국 상하이의 자동차 제조 공장이다.